# Desktop-Publishing

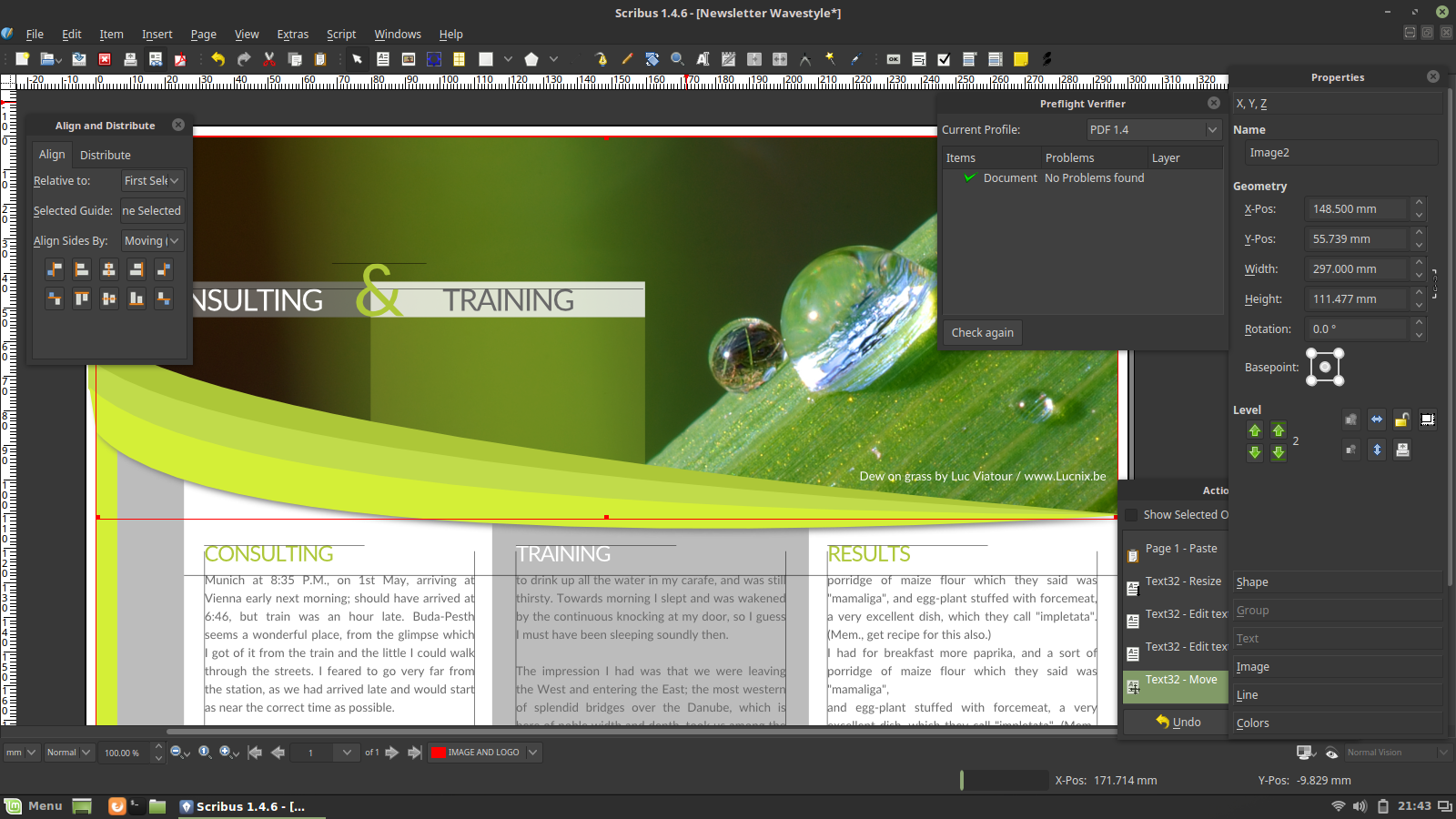
Scribus auf Linux Mint

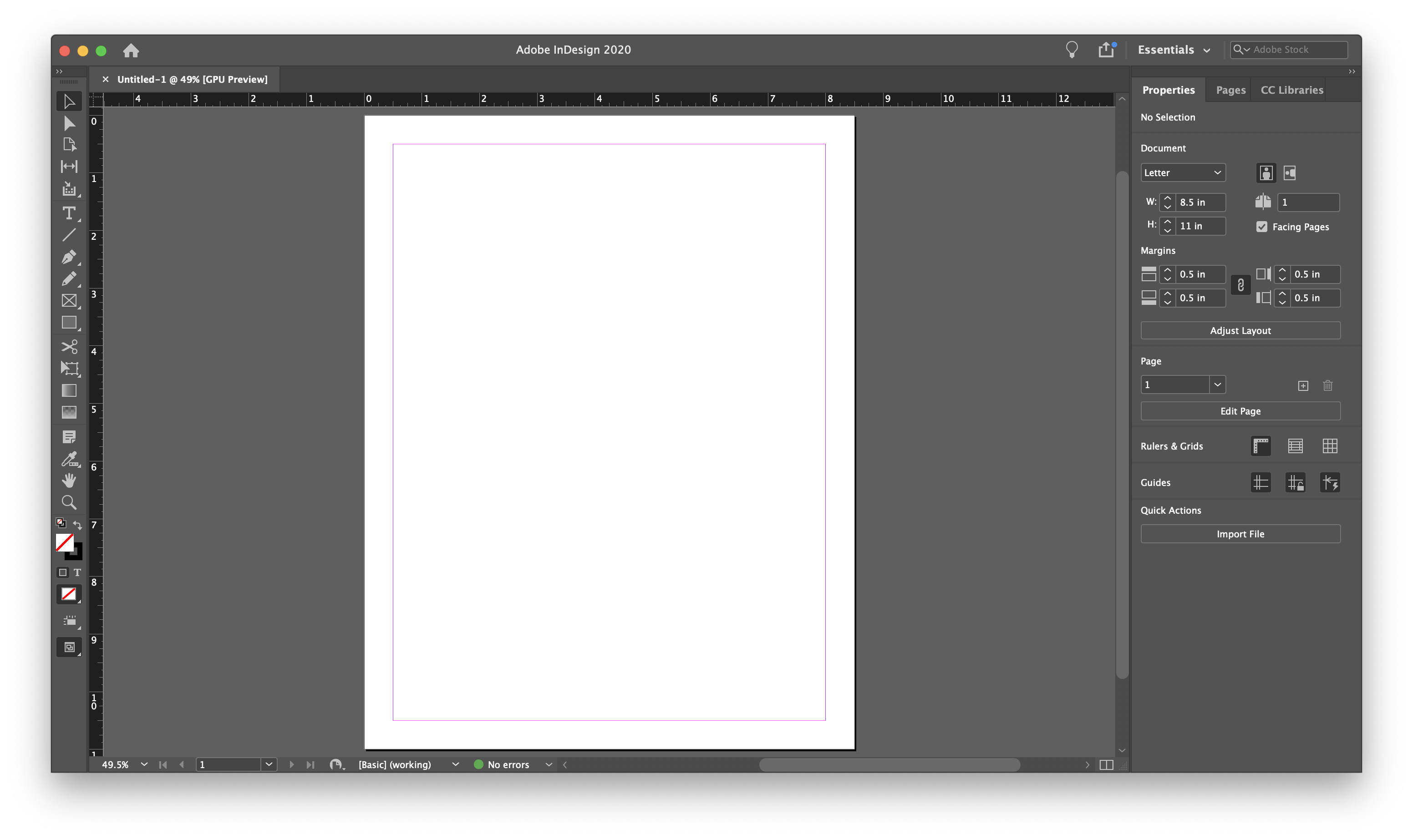
Adobe InDesign auf macOS Catalina

Desktop-Publishing (Abkürzung DTP; englisch für „Publizieren vom Schreibtisch aus“) ist der rechnergestützte Satz von Dokumenten, die aus Texten und Bildern bestehen und später als Publikationen ihre Verwendung finden, wie zum Beispiel Bücher, Broschüren, Magazine oder Kataloge. Im Mittelpunkt des am graphischen Design orientierten DTP stehen ein Arbeitsplatzrechner (PC) mit grafischer Benutzeroberfläche (GUI), Software für das visuelle Erstellen (WYSIWYG) eines Layouts und die Ausgabe einer digitalen Druckvorlage an einen Drucker bzw. eine Druckerei.
Der Begriff entstammt dem Vergleich zu den herkömmlichen Technologien der Druckvorstufe, also zur Vorlagenerstellung von Druckerzeugnissen (Printmedien), die meist aus mehreren aufeinanderfolgenden Arbeitsschritten unter Einsatz fotografischer Techniken bestehen und seit etwa 1992 fast vollständig durch digitale Verfahren des DTP verdrängt wurden.
Desktop-Publishing und Textsatz sind von der Textverarbeitung zu unterscheiden.

## Abgrenzung
Anwendungen für das Desktop-Publishing sind in erster Linie auf das Layout, also die Gestaltung, sowie die Produktion von Druckerzeugnissen ausgelegt. Alle Gestaltungselemente sind grundsätzlich gleichrangig, egal ob Bilder, Grafiken, Texte oder Zeichen. Ein Anwender hantiert daher mit vielen frei positionierbaren Inhaltsrahmen für „Layout-Objekte“, die sowohl Textkörper als auch Bildrahmen sein können. Auf diese Weise können sowohl individuelle Produkte als auch Vorlagen für einheitliche Produktreihen geschaffen werden.
Dagegen steht bei Textverarbeitungen im klassischen Sinn – daher die Bezeichnung – ein Text im Vordergrund und seine Gestaltung und die Ergänzung mit textfremden Elementen wie Bildern nur im Hintergrund. Ein Dokument einer Textverarbeitung enthält immer einen primären Textkörper als Inhaltsrahmen, dessen Position und Größe sich nach eingestelltem Papierformat und Seitenrändern richten. Textverarbeitungen können Dokumente aufwändig verwalten und zum Beispiel Teiltexte zu größeren Dokumenten zusammenfassen, Inhaltsverzeichnisse samt Seitenzahlen automatisch erstellen oder Dokumente mit Adressdatenbanken zu Serienbriefen verknüpfen. Sie sind auch darauf ausgelegt, unterschiedliche Texte in Vorlagen mit vorab festgelegten Formaten einzusetzen, um ein einheitliches Erscheinungsbild zu erreichen, zum Beispiel im Sinne eines Corporate Design.
Im Allgemeinen bieten DTP-Anwendungen mehr Möglichkeiten bei der Gestaltung komplex aufgebauter Seiten, etwa den Textfluss über mehrere Textkörper, sowie beim Umgang mit Grafik und Farbe, insbesondere für die professionelle Druckausgabe, während Textverarbeitungen eher für die Eingabe und für die Gestaltung längerer Fließtexte ausgelegt sind.

## Geschichte

### Vorläufer
Eine Vorstufe des Desktop-Publishing waren in den 1960er und frühen 1970er Jahren Fotosatz- oder Lichtsatz-Systeme mittels Großrechner-Anwendungen, die eine Erfassung von Text und die Bestimmung von Grafikplatz in einer Seitenbeschreibungssprache mittels Lochstreifen ermöglichten. Diese Lochstreifen wurden in einen Belichtungscomputer mit schnell rotierenden Scheiben eingespeist, auf denen die Schriften im Umlauf per Blitzlicht passend „abgeschossen“, so auf Filme belichtet und für die Erstellung von Druckformen zum Beispiel für den Tiefdruck genutzt wurden. Ein bekannter Hersteller solcher Systeme war zum Beispiel Harris Intertype aus den USA, deren Belichtungsrechner sich mit einem speziellen 6-Kanal-Lochstreifen (ähnlich dem Fernschreiber) steuern ließen. Mit solchen Systemen wurde die rationelle Satzherstellung großer Wochenzeitschriften wie zum Beispiel Quick, Neue Revue und die ersten Jahre der deutschen Ausgabe des Playboys ermöglicht. Nachdem die Texte und Bilder zu Seiten umgebrochen waren, wurden im Rotations-Tiefdruckverfahren hohe Druckauflagen in kurzer Zeit produziert. Demzufolge waren Fotosetzer an schnellen Arbeitsplätzen per Lochstreifensteuerung die ersten Desktop-Publisher mit einer fotografischen Film-Zwischenstufe. Im Lichtsatz wurden Filme mittels einer CRT belichtet, einer Art „Bildschirm“. Ein bekanntes System dieser Art ist „Digiset“, das gegen Ende der Lichtsatz-Ära auch auf Laserbelichter umgestiegen war. Gegen Ende der Ära der Großrechner-Satzanlagen kam auch die Bild-Text-Integration (BTI) auf, sodass komplett integrierte Layouts ausgegeben werden konnten.

### DTP am PC

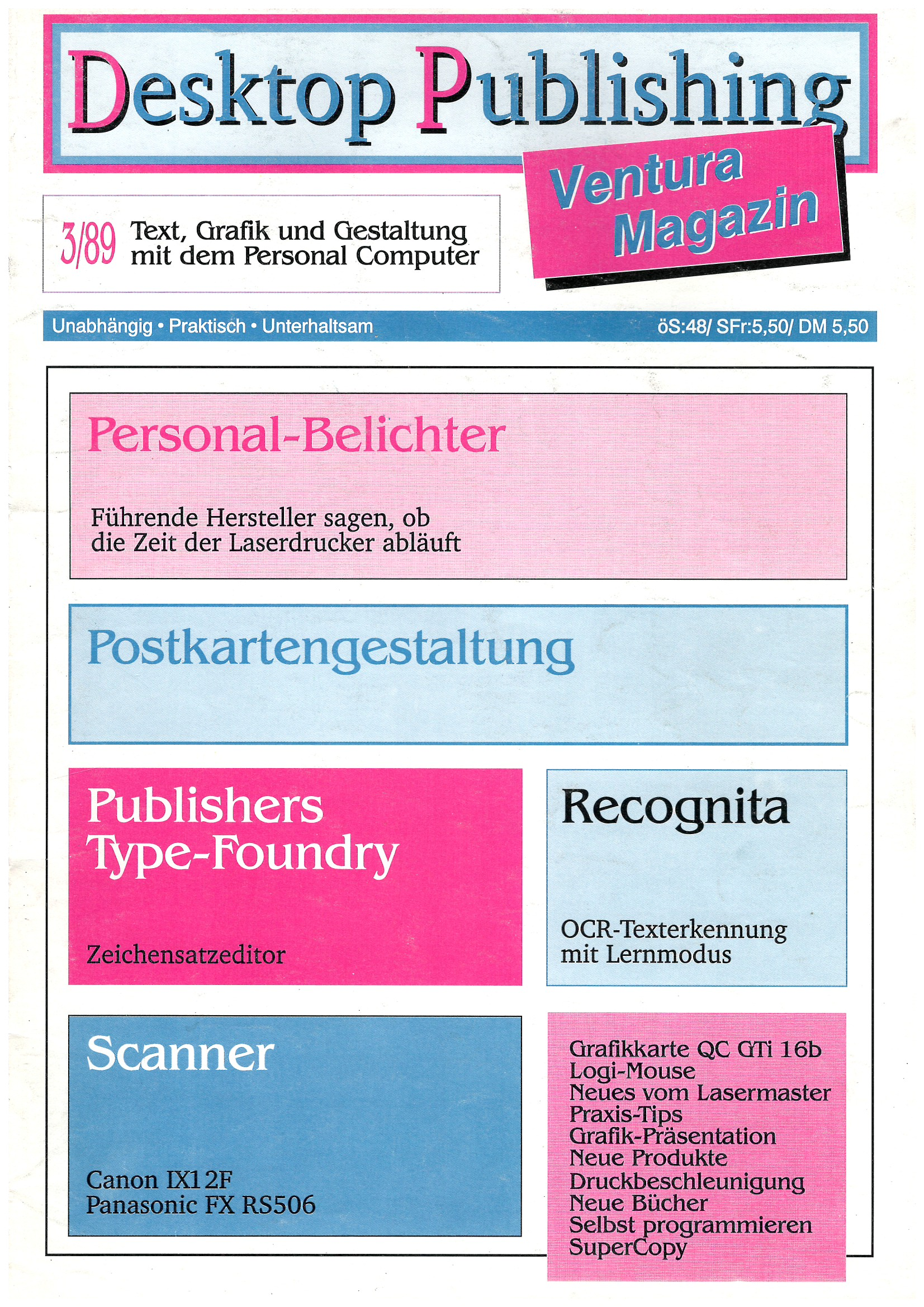
Umschlagseite eines 1989 mit Ventura Publisher am PC gestalteten Fachmagazins über Desktop-Publishing

Etwa 1985 führten die Firmen Apple, Adobe, Aldus und Linotype das heute bekannte Desktop-Publishing ein und unterwarfen damit Johannes Gutenbergs Erfindung (Satz und Druck mit beweglichen Lettern) zum ersten Mal seit über 500 Jahren einer komplett neuen Technik. Die ersten genutzten Programme waren Ventura Publisher und PageMaker, die Firma Quark stieg 1987 mit QuarkXPress in den neuen Markt ein.
Dabei steuerte Adobe die Seitenbeschreibungssprache PostScript, Aldus mit PageMaker das erste Layout-Programm, Apple den ersten voll grafikorientierten Rechner (Macintosh) und einen PostScript-fähigen Laserdrucker (LaserWriter) bei. Linotype lieferte die ersten PostScript-Schriften und den ersten Belichter mit Postscript-RIP (Raster-Image-Prozessor).
In den Anfangstagen war die Qualität der Drucksachen, die mit Hilfe von Desktop-Publishing erstellt wurden, derjenigen herkömmlicher Verfahren deutlich unterlegen. Das lag insbesondere an der schlechten Auflösung der Drucker, die oft 230 bis 300 dpi kaum überstieg. Deshalb wurde das DTP in seinen Anfangszeiten von vielen als Spielerei abgetan. Auch heute wird mit DTP häufig noch das Publizieren durch Laien bezeichnet. Deshalb spricht man stattdessen auch gerne vom Electronic Publishing. Dieser Begriff sollte aber streng genommen nur für das Publizieren elektronischer Medien (zum Beispiel Websites im Internet, CD-ROM, DVD, E-Books usw.) verwendet werden.
In der entsprechenden Branche, der Druckvorstufe sowie den Werbeagenturen, werden heute üblicherweise wieder die Begriffe Satz (Typografie), EBV (elektronische Bildverarbeitung) sowie (Computer-)Grafik verwendet. Hinzu kommt, dass es im medialen Gesamtkontext neuartige Anforderungen gibt, die auch mit der Mehrfachverwendung von einmal erstellten Daten zu tun haben. (Siehe auch: Cross Media Publishing, Database Publishing, Farbmanagement.)
Ein wesentlicher Vorteil des DTPs: Von einem Autor auf dem PC verfasste und als reiner Text ohne jede Formatierung abgespeicherte Werke oder Artikel brauchen nicht mehr vom „Setzer“ noch einmal völlig neu komplett erfasst zu werden, sondern können als Textdatei direkt in die speziellen Layout-Programme, wie zum Beispiel Quark XPress oder InDesign, eingelesen und darin entsprechend den typografischen Verlagsvorgaben formatiert werden. Die Rechtschreibprüfung dieser Programme übernimmt auch einen Großteil des „mechanischen“ Korrekturlesens, die „letzte Instanz“ bleibt allerdings nach wie vor der Mensch.
Seit einiger Zeit wird das DTP durch den Einsatz von so genannten Redaktionssystemen revolutioniert. Immer häufiger setzen vor allem größere Verlage und Unternehmen solche Systeme zur Erstellung von Printmedien, Webinhalten oder technischer Dokumentation ein. Mit Hilfe der Redaktionssysteme lässt sich der Ablauf beim DTP stark automatisieren. Redaktionssysteme wurden schon im Fotosatz entwickelt und seitdem kontinuierlich weiter gepflegt. Systeme, die den Kunden in den Produktionsprozess einbeziehen, werden auch als Customer Publishing bezeichnet.

## Übersicht von Software-Lösungen
Erweiterte Möglichkeiten der Software wie Ligaturen und breitenlose Verbinder, Zeilenfall, Mediävalziffern, Erkennung von Hurenkindern und Schusterjungen usw. unterscheiden dabei DTP von Textverarbeitungen und Textsatz. Klassisches DTP orientiert sich auch heute am anspruchsvollen Bleisatz und benötigt somit eine entsprechende Qualifikation sowie entsprechend lange Einarbeitung. Daher reagiert der Markt sehr träge, sind Programmwechsel vergleichsweise selten und werden von den Endanwendern selten in allen Versionen angenommen. Im Gegensatz zu anderen Computerbranchen wurde der DTP-Bereich bereits 1996 als „weitgehend gesättigt“ angesehen und Wachstumspotential stattdessen im „Online-Publishing“ vorhergesehen.
In den Anfangsjahren beherrschten PageMaker und Corel Ventura den Markt der WYSIWYG-DTP-Systeme, diese wurden Mitte der 90er Jahre von QuarkXPress als Marktführer mit Quasi-Monopol verdrängt. Inzwischen ist InDesign marktbeherrschend. Sämtliche weiteren Programme spielen auf dem Markt keine nennenswerte Rolle. Selbst Microsoft gelang es nicht, sein Produkt Publisher konkurrenzfähig zu platzieren.
| Name                | Entwickler                   | Betriebssysteme                          | Programmiersprachen | Erscheinungsjahr | Lizenzen                   |
| ------------------- | ---------------------------- | ---------------------------------------- | ------------------- | ---------------- | -------------------------- |
| Corel Ventura       | Corel Corporation            | Windows                                  |                     | 1986             | Proprietär                 |
| Adobe PageMaker     | Adobe Inc.                   | Windows, macOS, OS/2                     |                     | 1985             | Proprietär                 |
| QuarkXPress         | Quark Inc.                   | Windows, macOS                           |                     | 1987             | Proprietär                 |
| Adobe InDesign      | Adobe Inc.                   | Windows, macOS                           | C++                 | 1999             | Proprietär                 |
| Affinity Publisher  | Serif Europe                 | macOS, Windows                           |                     | 2019             | Proprietär                 |
| FrameMaker          | Adobe Inc.                   | Windows, Mac OS, UNIX (SUN, HP)          | C                   | 1987             | Proprietär                 |
| Calamus             | invers Software              | Windows, Mac OS, TOS                     |                     | 1987             | Proprietär                 |
| iCalamus            | invers Software              | macOS                                    |                     | 1996             | Proprietär                 |
| Microsoft Publisher | Microsoft                    | Windows                                  |                     | 1991             | Proprietär                 |
| PageStream          | Grasshopper LLC              | Windows, macOS, Linux, Amiga, MorphOS    |                     | 1986             | Proprietär                 |
| PriMus              | Columbus Soft                | Windows, macOS                           | C++, Lua            | 2007             | Proprietär                 |
| RagTime             | RagTime.de Development GmbH  | Windows, OS X                            |                     | 1985             | Proprietär                 |
| Scribus             | Scribus Development Team     | Unix, Linux, macOS, Windows, OS/2, Haiku | C++                 | 2003             | GNU General Public License |
| Sigil               | Kevin Hendricks, Doug Massay | Windows, macOS, Linux                    | C++                 | 2009             | GNU General Public License |
| VivaDesigner        | Viva Vertrieb GmbH           | Linux, macOS, Windows                    |                     | 1990             | Proprietär                 |

### Voraussetzungen
Die Mindestkonfiguration an geeigneter Hard- und Software für einen DTP-Arbeitsplatz umfasst
- einen Personal Computer,
- ein Betriebssystem mit Desktop-Umgebung mit grafischer Benutzeroberfläche,
- eine DTP-Software,
- einen oder mehrere verhältnismäßig große Bildschirme (> 20″),
- ggf. einen Scanner zur digitalen Erfassung von Bildvorlagen,
- ggf. einen hochauflösender Drucker zur Herstellung von Druckfahnen (Korrekturbelegen, Proof).[3]